# Santa María (barco)
La Santa María fue la mayor de las tres embarcaciones que Cristóbal Colón utilizó en su primer viaje al Nuevo Mundo en 1492. Fue fabricada con madera de Cantabria. Era propiedad de Juan de la Cosa.
En los documentos originales se menciona que eran tres carabelas. La Santa María, donde iba el almirante, era el mayor de los tres barcos. Algunos académicos han interpretado, posteriormente, que era una nao.
Las otras dos naves de la expedición fueron las carabelas Niña y Pinta. A diferencia de ellas, la Santa María no retornó a España, al embarrancar en la isla Española en diciembre de 1492, ya que sus restos sirvieron para construir el fuerte Navidad, el primer asentamiento castellano en el Nuevo Mundo.

## Debate sobre la tipología de la nave

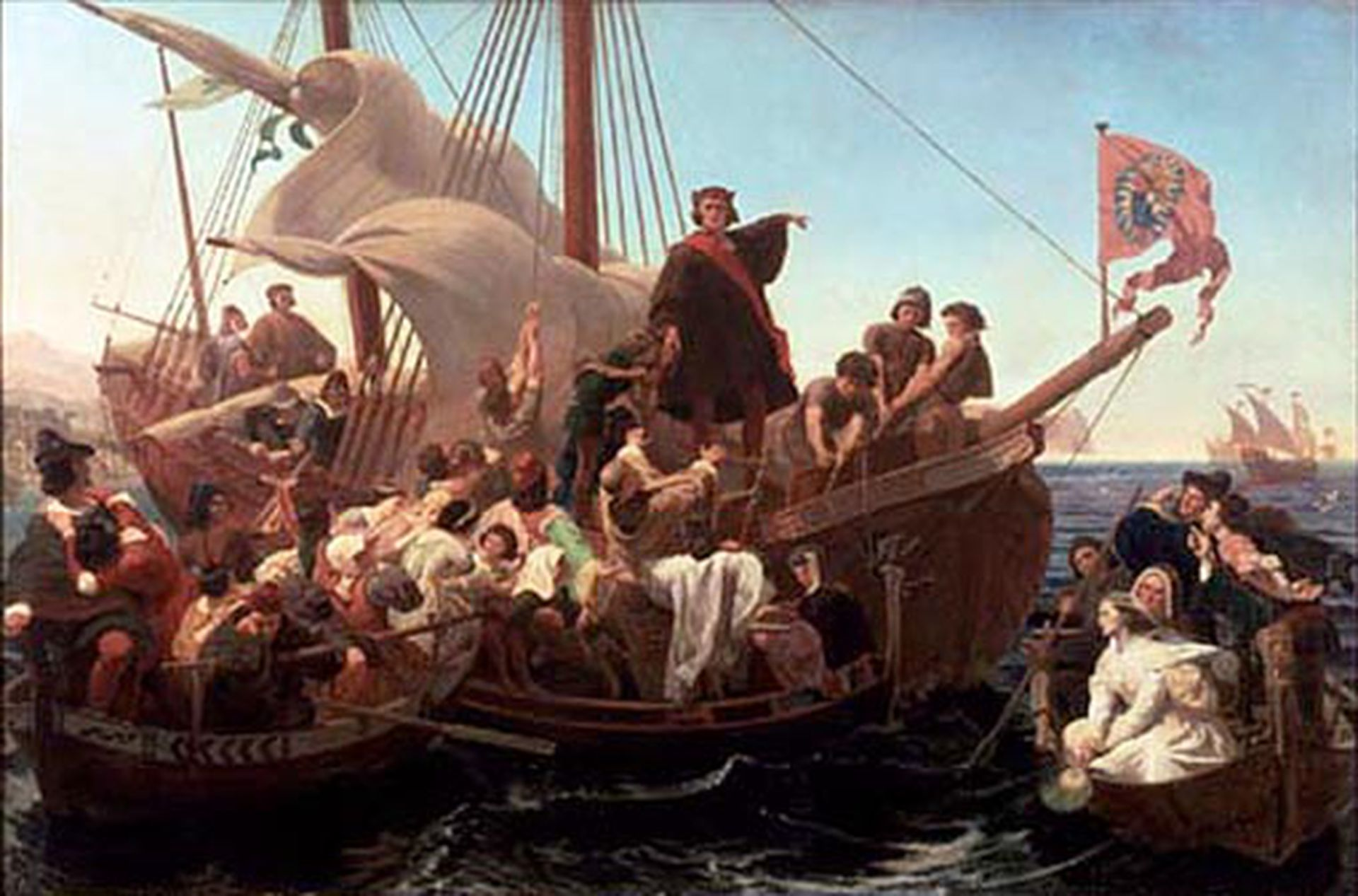
Cristóbal Colón en la Santa María en 1492.

A pesar de que en el Diario de a bordo de Cristóbal Colón, compilado por Bartolomé de las Casas, se dice que la Santa María fue una carabela y se habla de las "tres carabelas", sin embargo era la mayor de ellas y en varias jornadas se la define como una nao. Esto dio pie a un debate acerca del uso de la palabra nao que puede tener dos significados diferentes.
Mientras que un primer significado puede definir sencillamente a un navío, un segundo concepto puede referirse a una carraca, que era un gran navío de vela redonda de alto bordo que se dedicaba al transporte de grandes cargas en largos trayectos. 
Pero de lo que no puede haber discusión es que la orden original a los concejos de "la mar de Andalucía" para que alquilen tres carabelas a Colón, dada en Santa Fe el 30 de abril de 1492 habló inequívocamente de tres carabelas, así como la orden a Diego Rodríguez Prieto y sus compañeros de Palos, dada en Granada el 30 de abril de 1492. También Francisco López de Gómara y Gonzalo Fernández de Oviedo mencionaron que la Santa María era una carabela.
Tampoco hay discusión acerca de que la Santa María fue la "nao capitana" durante el Primer viaje de Colón, donde viajaba Cristóbal Colón y que, por lo consiguiente, capitaneaba la expedición.

## Participación en el descubrimiento de América

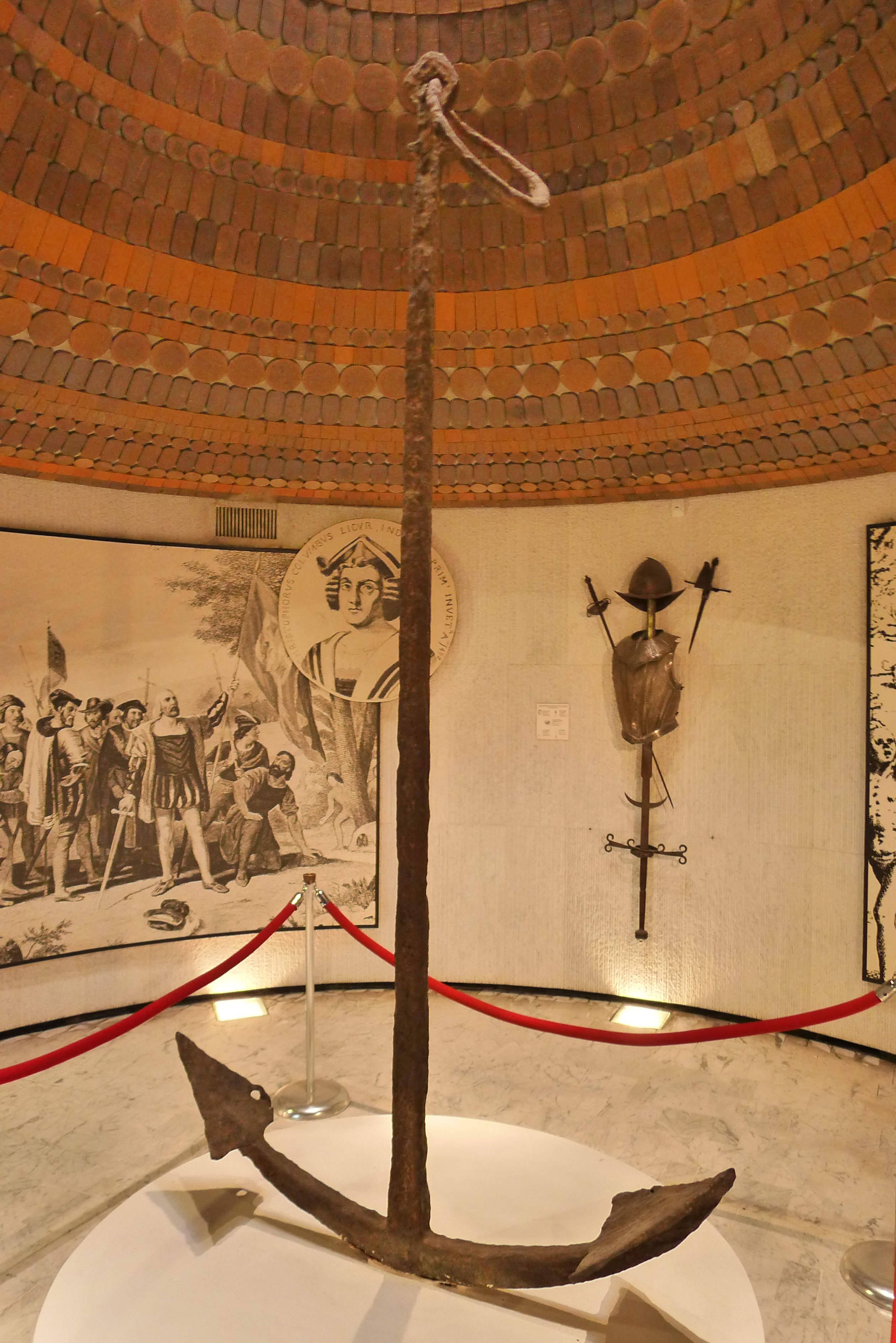
Ancla de la Santa María en la exhibición en Museo del panteón nacional haitiano.

El propietario de la Santa María fue Juan de la Cosa. Durante el transcurso del primer viaje al Nuevo Mundo, el 25 de diciembre de 1492, la nave encalló en la costa noreste del actual Haití, quedando inservible o zozobrada y sus maderas se usaron para construir un fortín con empalizada que fue llamado "fuerte Navidad".
Cesáreo Fernández Duro lo refiere así:

Varó de noche sobre el Guarico (Santo Domingo) el 25 de diciembre y aunque se picaron los palos (desarbolar) y se alijó por completo (vaciar) con ayuda de canoas de indios, no pudo sacarse. Se salvó toda la gente y los pertrechos, Colon transbordó a la carabela Niña. (Fernández Duro, 1867, p. 2.)

Se ha calculado que la Santa María pudo tener en torno a 23 m de eslora y tres mástiles. Un pasaje del Diario de Colón enumera las velas que arbolaba: "maestra y dos bonetas y trinquete y çebadera y mezana y vela de gavia". Era el barco de mayor desplazamiento de los tres de la expedición.
La lista de los tripulantes de la Santa María en el primer viaje descubridor de 1492 es tema de debate, ya que se desconoce con exactitud la tripulación completa que participó en dicho viaje, salvo los nombres más conocidos, entre ellos el almirante, Cristóbal Colón, el maestre Juan de la Cosa, el intérprete Luis de Torres, y el que posiblemente fuera el piloto de esta nave, Pedro Alonso Niño. Existen diversas listas propuestas para los tripulantes que participaron en el viaje descubridor, sin embargo es la de la historiadora norteamericana Alice Bache Gould la que, hasta el momento, se tiene como más autorizada por su exhaustivo estudio de las fuentes documentales originales, extraídas de los diversos archivos estatales españoles. La siguiente lista de los posibles tripulantes de esta carabela está elaborada siguiendo los datos de Alice B. Gould, cotejándolos con los de diversos autores.
| Posible tripulación de la Santa María |
| --- |
| Oficiales - Cristóbal Colón, Almirante, capitán general. (¿Génova?). - Juan de la Cosa, maestre y propietario. (¿Santoña? / ¿El Puerto de Santa María?). - Pedro Alonso Niño, piloto. (Moguer). - Chanchu, contramaestre. (Lequeitio). - Diego de Arana, alguacil de la flota. (Córdoba). - Pero Gutiérrez, repostero de estrados del rey. - Rodrigo de Escobedo, escribano de la armada. (Segovia). - Rodrigo Sánchez de Segovia, veedor. Marineros - Antonio de Cuéllar. (Cuéllar). - Domingo de Lequeitio. (Lequeitio). - Gonzalo Franco. (¿Sevilla?). - Jácome el Rico. (Génova). - Juan de Jerez (Xerez). (Moguer). - Pedro Izquierdo, criminal. (Lepe). - Pedro de Villa. (Santoña). - Rodrigo de Jerez (Xerez). (Ayamonte). - Ruy García. (Santoña). Grumetes - Martín de Urtubia. Santa María de Anchitua. - Pedro de Lepe. (La Redondela). Otros oficios - Diego Pérez, pintor. (Murcia). - Domingo ¿Pérez?, tonelero. (Lequeitio). - Lope, calafate. (¿Vizcaíno?). - Luis de Torres, intérprete. (Moguer). - Maestre Juan, cirujano. - Pero de Salcedo, paje de Colón. - Pedro de Terreros, maestresala de Colón. |

## Frustrado descubrimiento de sus restos

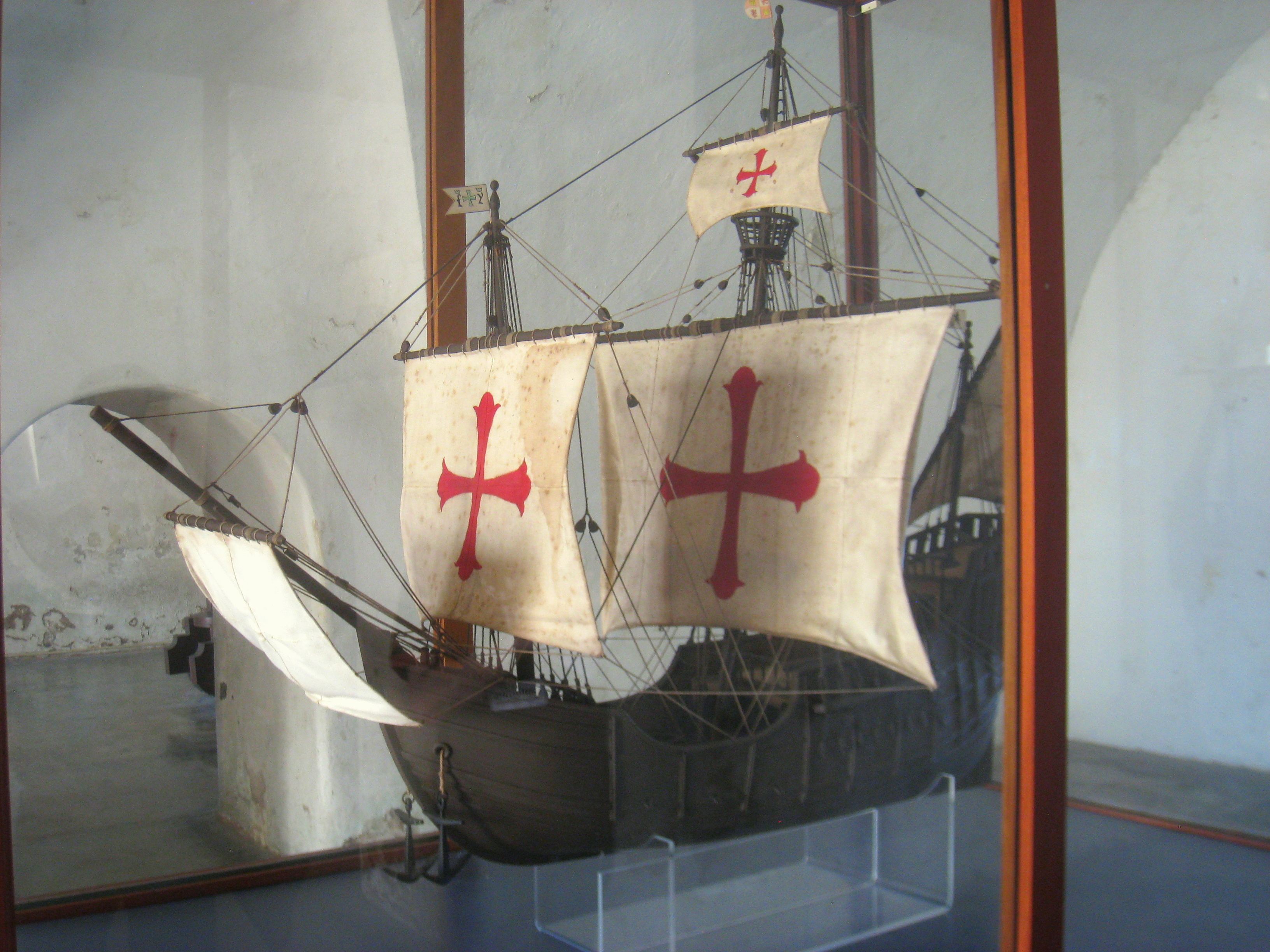
Modelo de nave en el Castillo San Cristóbal, San Juan.

El 13 de mayo de 2014 el arqueólogo submarino estadounidense Barry Clifford anunció públicamente el hallazgo de lo que cree son los restos de la Santa María en el fondo del océano Atlántico muy cerca de las costas del norte de Haití. La identificación se basa en la cercanía a unos restos de lo que podría haber sido el Fuerte Navidad, hallados en 2003 por otros arqueólogos, y de los datos provenientes del Diario de Colón compilado por Bartolomé de las Casas. El primer ministro haitiano Laurent Lamothe declaró que tomarían "todas las medidas para proteger el sitio, que es un Patrimonio de la Humanidad." En octubre de 2014, la Unesco confirmó que el pecio hallado no se correspondía con la Santa María.

## Otros nombres y características
Según Fernández de Oviedo, Colón llevó "tres caravelas: la una e mayor dellas llamada la Gallega; y las otras dos eran de aquella villa de Palos".
Algunos historiadores (entre ellos Pedro de Medina en su Libro de grandezas y cosas memorables de España, Sevilla 1548) afirman que fue conocida originalmente como la Gallega, porque probablemente se construyó en Galicia.  Existe otra teoría que dice que fue construida en los astilleros reales de Falgote, en la localidad de Colindres, en Cantabria, mientras que otras voces afirman que fue realizada por los carpinteros de ribera de El Puerto de Santa María.

### La nao Marigalante
Existe una confusión historicista con la nao Santa María que parece sugerir que los marinos la llamaban Marigalante. Según la duquesa Luisa Isabel Álvarez de Toledo y Maura, la Marigalante estaba matriculada en el Puerto de Santa María y fue embargada en Moguer y fue la carabela que capitaneó el primer viaje de Colón, cosas todas ellas incorrectas.
La confusión quedaría por inexistente cuando el cronista mayor Antonio de Herrera y Tordesillas escribió que Mari-Galante era el nombre de la nao que el almirante comandaba en el segundo viaje. Este designó la isla primera que descubrió en el segundo viaje Deseada e isla Marigalante a la segunda. La nao Marigalante añadió varios descubrimientos a la soberanía española aunque tras diferentes ocupaciones históricas la isla Marigalante quedó en soberanía francesa y con la voz francófona Marie-Galante y la Deseada como La Désirade.

## Réplicas

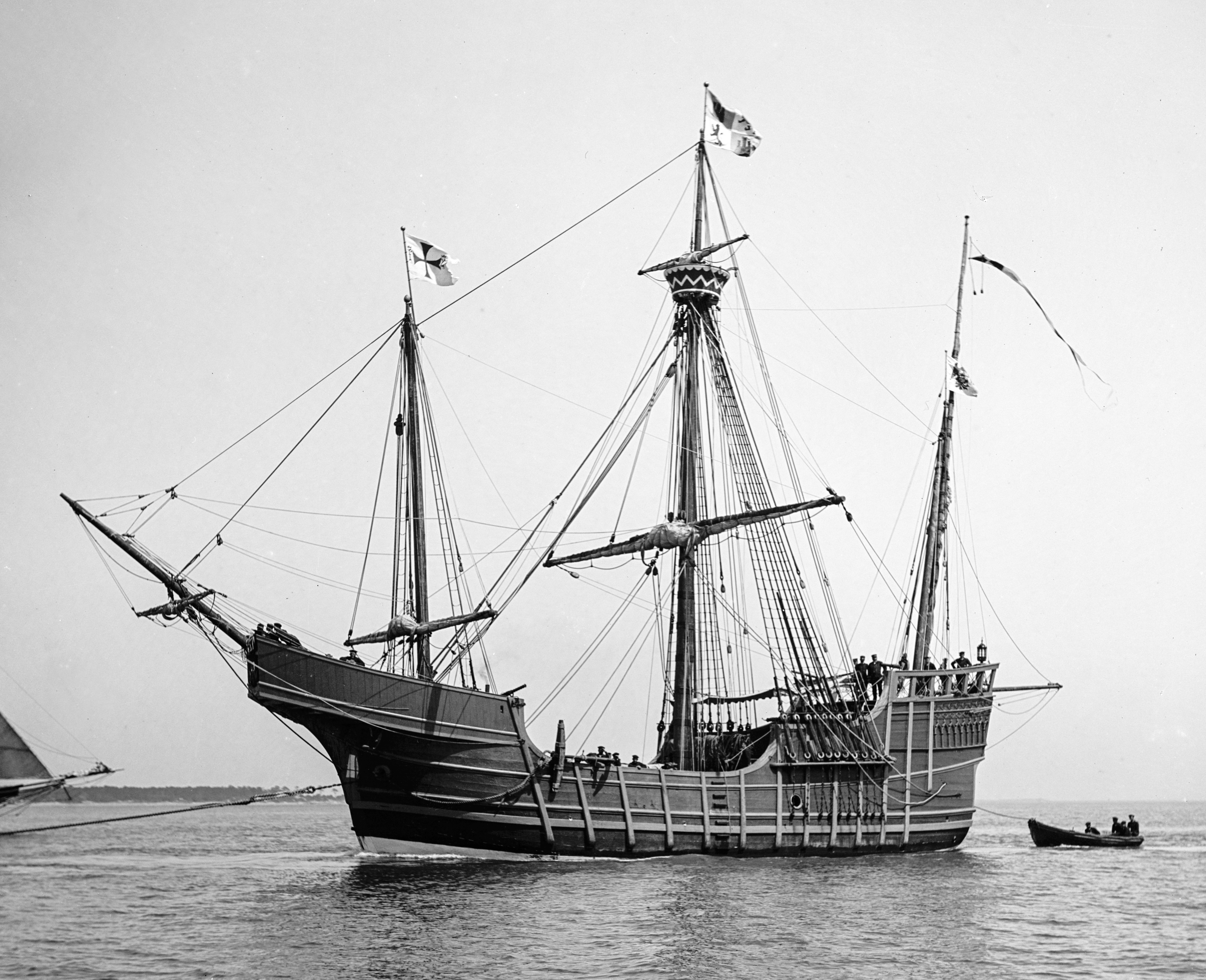
Réplica de la nao Santa María, construida en 1892 y enviada a la Exposición Mundial Colombina de Chicago.
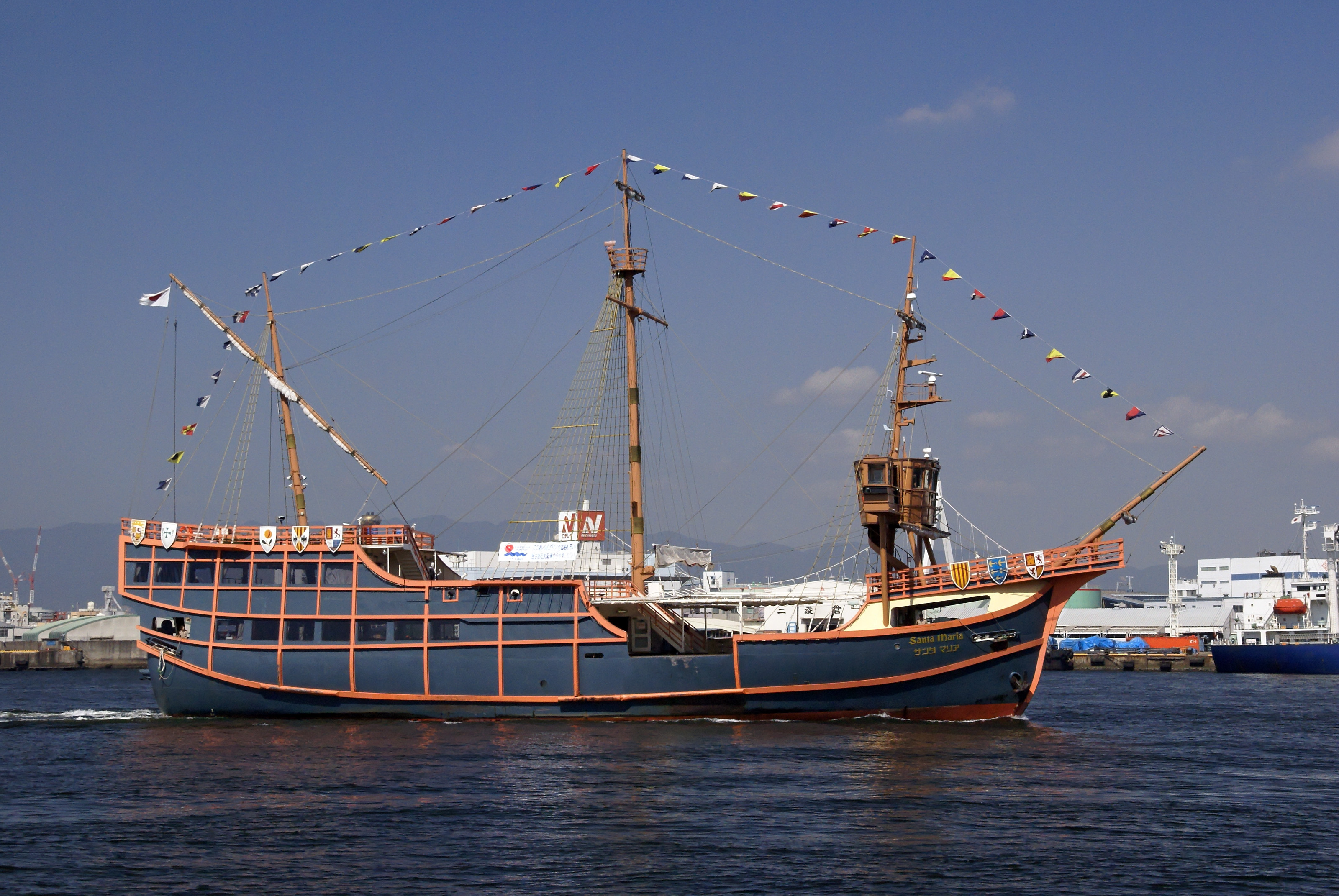
Réplica motorizada construida en 1990 en Barcelona para la película “El país dorado de Cipango” en el puerto de Osaka, Japón.
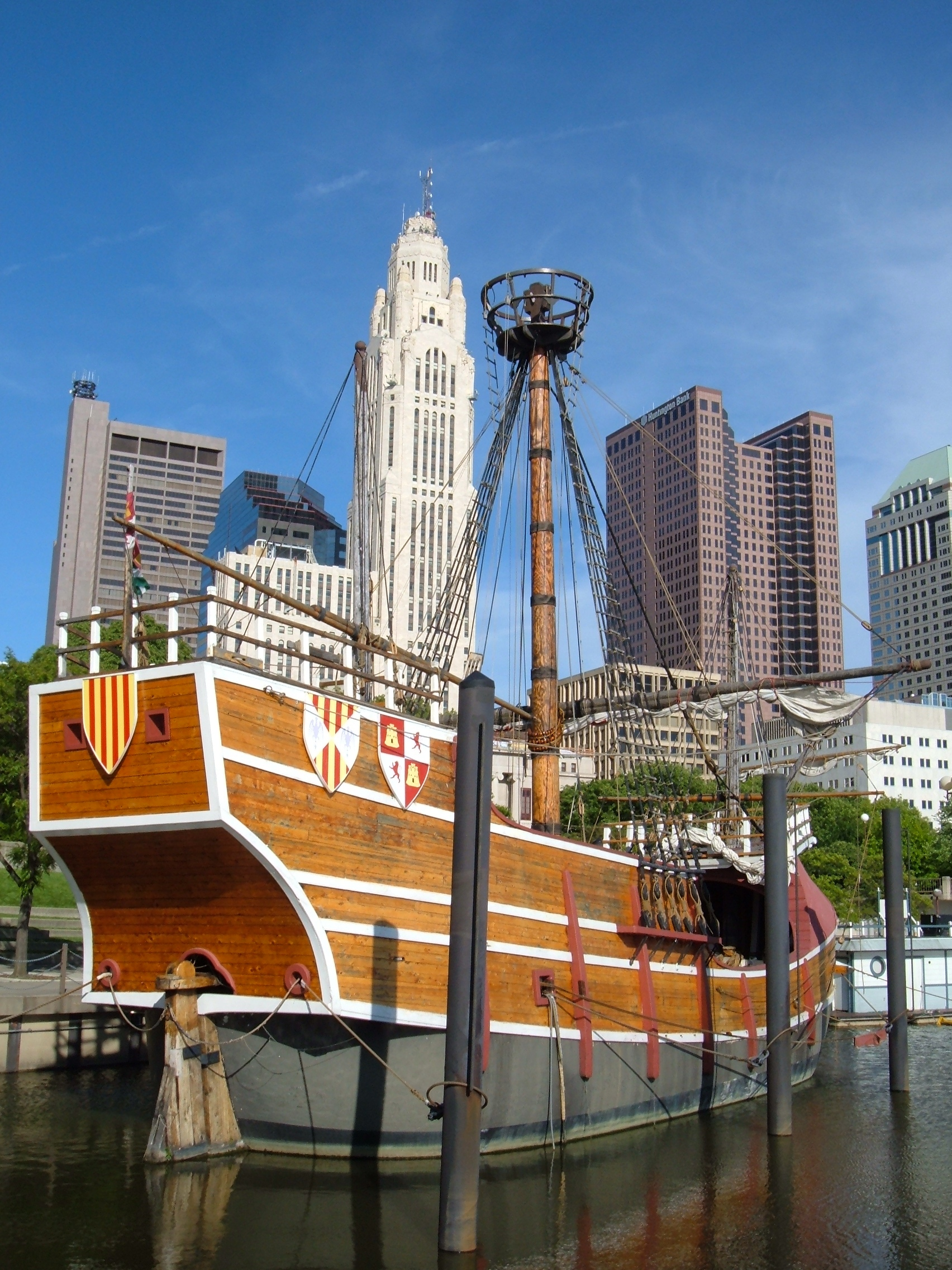
Réplica de la Santa María, construida en 1991 por Scarano Boatbuilding Inc. en Columbus, Ohio, Estados Unidos de América.
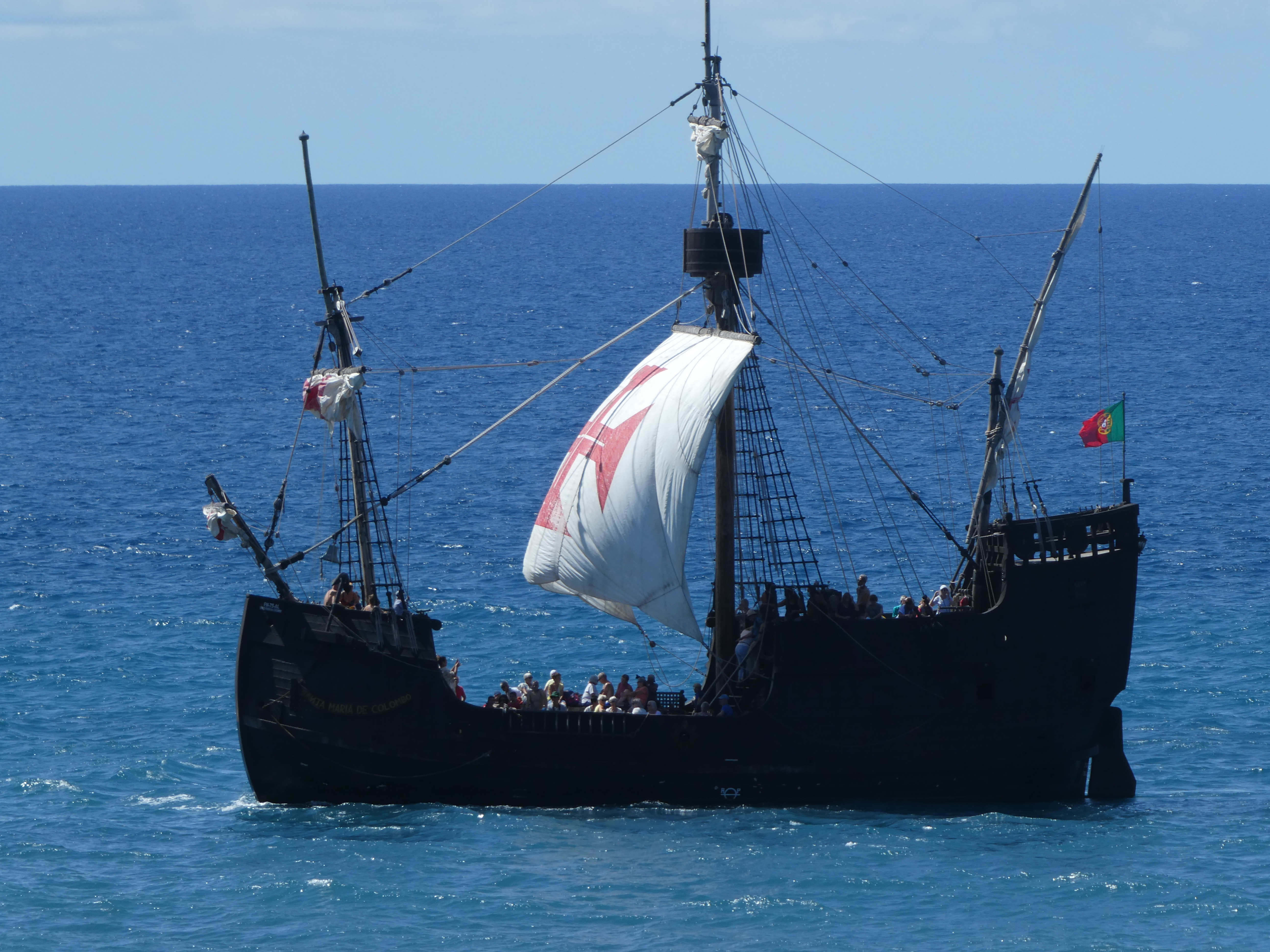
Carabela "Santa María de Colombo", en la costa de Câmara de Lobos, Madeira, Portugal, construida en 1998.
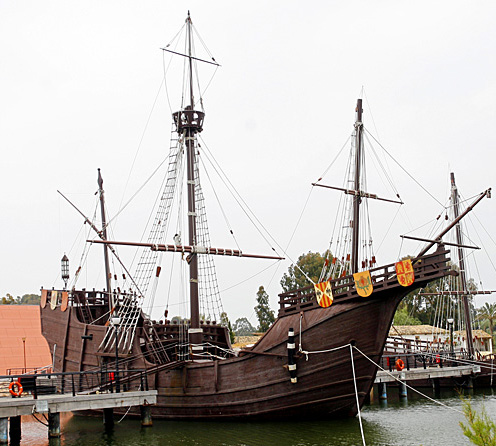
Réplica construida con motivo de la Exposición Universal de Sevilla de 1992, que se encuentra expuesta de manera permanente en el Muelle de las Carabelas de Palos de la Frontera, Huelva.
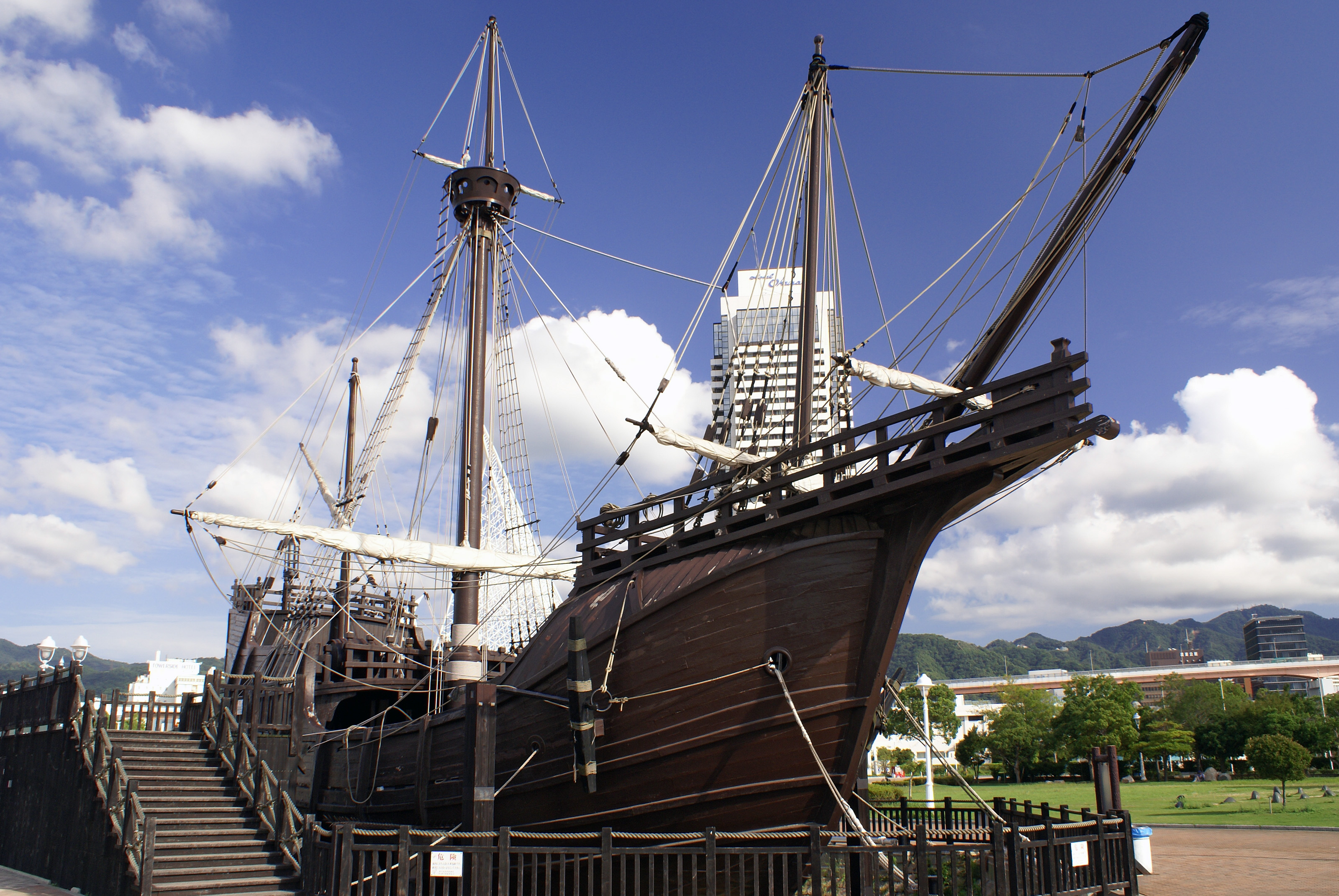
Réplica de la Santa María expuesta en el museo marítimo de Kobe, Japón.

## En la heráldica

Escudo de Palos de la Frontera
Escudo de las Bahamas
Escudo de Trinidad y Tobago